# Shimizu, Hokkaido
Shimizu (japanska: 清水町?, Shimizu-chō) är en landskommun (köping) i Hokkaido prefektur i Japan. 